# خانه‌های شرکت نفت (شماره ۱۴۸۹)
منازل شرکت نفت (شماره ۱۴۸۹) مربوط به دوره پهلوی است و در شهرستان‌آبادان، بوارده جنوبی، شماره ۱۴۸۹ واقع شده و این اثر در تاریخ ۱۷ اسفند ۱۳۸۱ با شمارهٔ ثبت ۷۹۵۷ به‌عنوان یکی از آثار ملی ایران به ثبت رسیده است.